# 香川県道206号原田琴平線
香川県道206号原田琴平線（かがわけんどう206ごう はらだことひらせん）は、香川県丸亀市から仲多度郡琴平町に至る一般県道である。

## 概要

### 路線データ
- 起点：香川県丸亀市田村町（田村東交差点、国道11号交点）
- 終点：香川県仲多度郡琴平町（香川県道208号大麻琴平買田線交点）
- 総延長：10,296 km

## 路線状況

### 重複区間
- 国道319号（仲多度郡琴平町苗田 - 仲多度郡琴平町榎井・琴平町榎井交差点）

## 地理

### 通過する自治体
- 丸亀市
- 善通寺市
- 仲多度郡琴平町

### 交差する道路
| 交差する道路                                   | 市町村名 | 市町村名 | 交差する場所 | 交差する場所         |
| ---------------------------------------------- | -------- | -------- | ------------ | -------------------- |
| 国道11号 国道319号 重複                        | 丸亀市   | 丸亀市   | 田村東       | 田村東交差点 / 起点  |
| 香川県道18号善通寺府中線                       | 善通寺市 | 善通寺市 | 原田町       | 善通寺市原田町交差点 |
| 香川県道22号善通寺綾歌線                       | 善通寺市 | 善通寺市 | 与北町       |                      |
| 香川県道47号岡田善通寺線                       | 仲多度郡 | 琴平町   | 上櫛梨       |                      |
| 国道319号 重複区間起点                         | 仲多度郡 | 琴平町   | 苗田         |                      |
| 国道319号 重複区間終点 香川県道282号高松琴平線 | 仲多度郡 | 琴平町   | 榎井         | 琴平町榎井交差点     |
| 香川県道208号大麻琴平買田線                    | 仲多度郡 | 琴平町   |              | 終点                 |

### 交差する鉄道
- 高松琴平電気鉄道琴平線
- JR四国土讃線
琴平駅の窪川方で本路線と交差している。同駅は電化区間の末端だが、架線は本路線と交差する踏切の少し先まで張られている。

### 沿線
- 学校法人尽誠学園 野球部グラウンド
- 琴平町立北幼稚園
- 琴平町立象郷小学校